# 龙游乌猪
龙游乌猪是中国的地方猪品种之一，主产于浙江省衢州市龙游县。
龙游乌猪分狮子头和老鼠头两种，体型中等偏小。被毛全黑，耳大下垂。
龙游乌猪在2006年的品种调查中已经没有发现，并不再收录到《中国畜禽遗传资源志·猪志》。
2024年12月，农业农村部宣布重新找回包括龙游乌猪在内的10个曾宣布灭绝的品种。